# Maria Ilnicka
Maria Ilnicka z domu Majkowska (ur. 1825, zm. 26 sierpnia 1897 w Warszawie) – polska poetka, pisarka, tłumaczka i publicystka, w latach 1865–1896 redaktorka naczelna tygodnika kobiecego „Bluszcz”.

## Zarys biograficzny

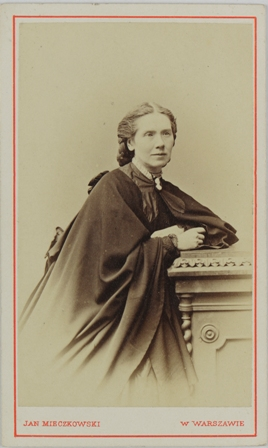
Maria Ilnicka

W młodości wychowanka Stanisława Jachowicza. Siostra Jana Majkowskiego, napisała przedstawiony przezeń Komitetowi Centralnemu Narodowemu i przyjęty jednogłośnie w dniu 17 stycznia 1863 roku powstańczy manifest. W czasie powstania styczniowego archiwariuszka Rządu Narodowego, po upadku powstania krótko więziona. 
Zwolenniczka emancypacji kobiet i programu pracy organicznej. 
W latach 1865–1896 wydawała ilustrowany tygodnik kobiecy Bluszcz. W latach 1870–1890 prowadziła w Warszawie salon literacki. Autorka komedii, wierszy i powieści. Tłumaczyła między innymi utwory Waltera Scotta i Johanna Goethego.  
Pochowana na cmentarzu Powązkowskim w Warszawie (kwatera 177-2-4).

## Ważniejsze dzieła
- Księżniczka Beata
- Sariusze
- Panny Konopianki
- Imieniny dobrej mamy
- Ilustrowany skarbczyk Polski[3] – rymowana historia Polski z muzyką Stanisława Moniuszki

## Upamiętnienie
9 września 1899 roku w lewej nawie kościoła św. Michała na Skałce w Krakowie została odsłonięta tablica pamiątkowa. Umieszczono na niej napis:
Śp. z Maykowskich Marya Ilnicka, poetka i redaktorka Bluszczu, urodzona 18 sierpnia 1824 w Jasionowicach w sandomierskim, zmarła w Warszawie 26 sierpnia 1897 roku. „Boga czciła, ojczyznę kochała, w przyszłość narodu wierzyła”. 
W 2023 roku jej imieniem nazwano aleję parkową w parku Romualda Traugutta w Warszawie.